# Ishigaki

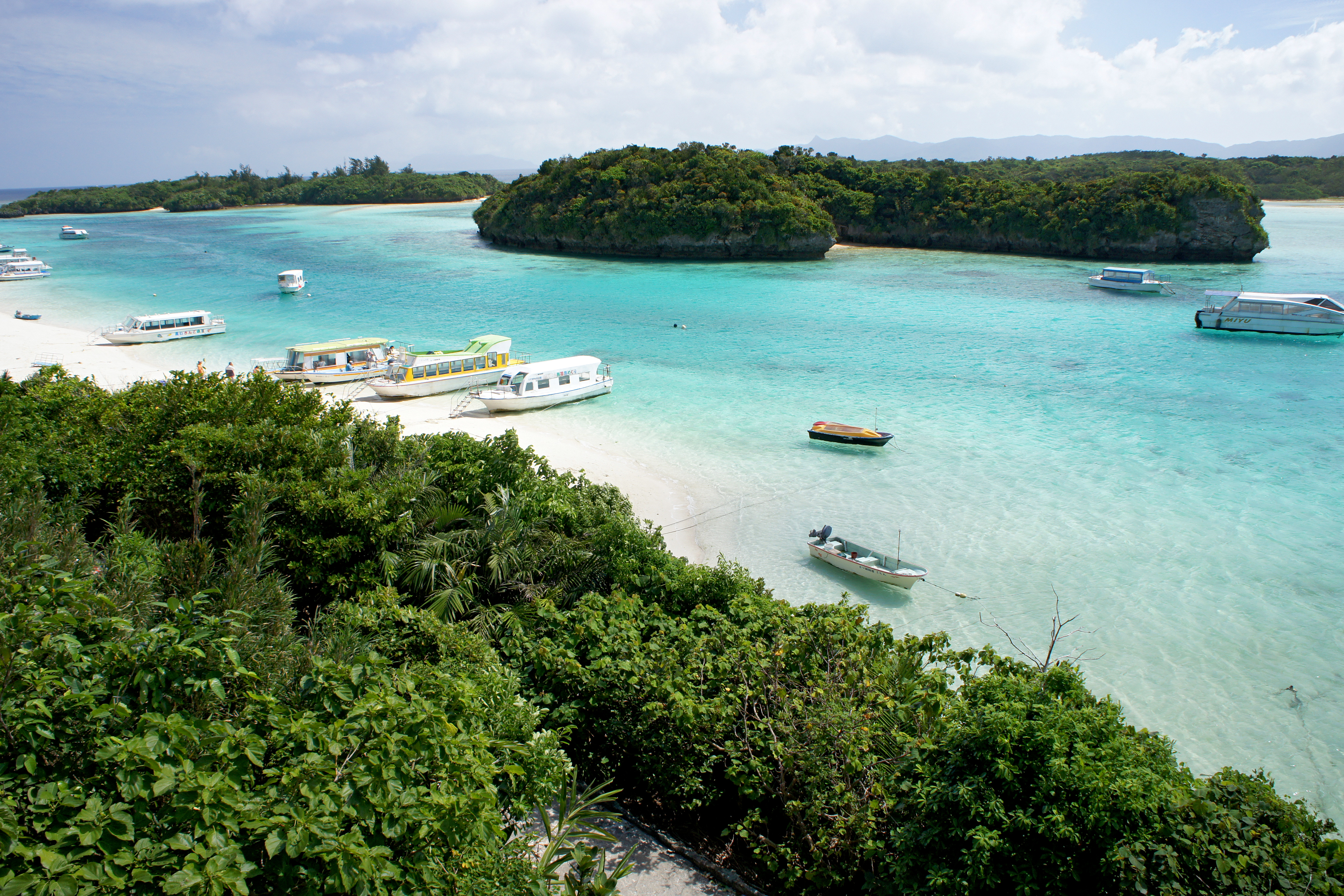
Golful Kabira

Ishigaki (石垣市 Ishigaki-shi?,  în limba locală: Ishigachi) este un municipiu din Japonia, prefectura Okinawa.